# Pere II Ramon de Montcada i d'Abarca
Pere II Ramon de Montcada i d'Abarca (1267 - 1300), baró d'Aitona, Serós i Soses, i senescal de Barcelona, fou un noble i militar català.
Fill de Pere I de Montcada i d'Aragó, baró d'Aitona i senescal de Barcelona, i de Sibil·la d'Abarca, a la mort del seu cosí Simó de Montcada i de Cervera heretà la senescalia de Barcelona. Participà en la Croada contra la Corona d'Aragó, conduint seixanta cavallers que s'uniren als 80 cavallers de Ramon III de Montcada per socórrer els almogàvers durant el Combat de Santa Maria.
Ot I de Montcada i de Pinós, el seu successor, i la reina Elisenda de Montcada, la quarta i darrera muller de Jaume II el Just foren fills de Pere II Ramon i Elisenda de Pinós.